# Hexagoal

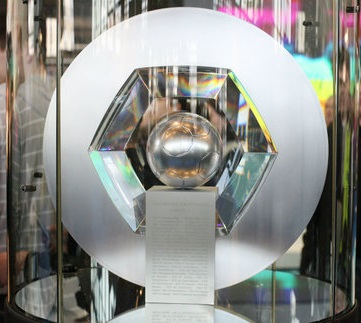
LHexagoal.

L'Hexagoal est un trophée créé par la Ligue de football professionnel pour récompenser les vainqueurs du championnat de France de football, la Ligue 1.
Ce Trophée, qui remplace le Trophée de Ligue 1, a été remis pour la première fois à l'issue de la saison 2006-2007, à l'équipe de l'Olympique lyonnais, champion de France pour cette saison-là. Il est l'œuvre du sculpteur franco-argentin Pablo Reinoso. 
Le 17 octobre 2024 est présenté un nouveau trophée de Ligue 1 pour la saison 2024-2025 et les suivantes, la LFP n'ayant pas encore communiqué son nom officiel.

## Lancement
Ce nouveau Trophée a été présenté en janvier 2007 lors de l'émission Téléfoot. Il remplace l'ancien trophée (le Trophée de Ligue 1, création d'Andrée Putman) qui existait depuis cinq ans et définitivement remporté par l'Olympique lyonnais en juin 2006, à la suite de sa série de cinq titres de champion de France de football de Ligue 1 (saisons 2001-2002, 2002-2003, 2003-2004, 2004-2005, 2005-2006). Un concours avait alors été lancé par la LFP et TF1 pour trouver son nom.

## Choix du nom
Le choix s'est déroulé en trois temps : tout d'abord, un dépôt des propositions, puis un choix de trois noms parmi ces propositions par un jury, enfin un vote pour désigner le nom officiel du Trophée parmi le panel retenu.
Dans un premier temps, ce sont plus de 9 000 propositions qui ont été formulées librement par les internautes sur les sites de la LFP et de TF1.
Ensuite, parmi toutes ces propositions, un jury présidé par Bernard Pivot en a retenu trois : Hexagoal, Cercle des Champions et Soleil d'argent.
Le choix définitif parmi ces trois noms s'est aussi déroulé par internet, selon un système de votes ouvert à tous, du 13 au 19 mai 2007. 23 563 suffrages ont ainsi été enregistrés, et dimanche 20 mai 2007, Frédéric Thiriez a pu annoncer en direct sur le plateau de Téléfoot les résultats.
Hexagoal a ainsi recueilli le plus grand nombre de voix auprès des Internautes (53,8 %). Le Cercle des champions a quant à lui recueilli 31,2 % des suffrages et le Soleil d'argent 15 %.
Le magazine satirique des Cahiers du football a quant à lui critiqué ce qu'il considère comme un nouveau gadget créé par la LFP en organisant un sondage alternatif. Les internautes ont massivement voté pour une dénomination moins conventionnelle de ce nouveau trophée : Le Trou de balle.

## Vainqueurs

### Première remise
La première remise officielle d'Hexagoal a eu lieu le samedi 26 mai 2007 à Lyon sur la pelouse du Stade de Gerland en clôture de la saison 2006-2007. C'est le club de l'Olympique lyonnais, champion de France de football de Ligue 1 pour cette saison qui l'a reçu.

### Liste des vainqueurs
- Olympique lyonnais : 2007, 2008
- Girondins de Bordeaux : 2009
- Olympique de Marseille : 2010
- Lille OSC : 2011, 2021
- Montpellier HSC : 2012
- Paris Saint-Germain : 2013, 2014, 2015, 2016, 2018, 2019, 2020, 2022, 2023, 2024
- AS Monaco : 2017

## Protocole
À l'instar de l'ancien Trophée de Ligue 1, il sera remis au champion de France de football de Ligue 1, à la suite d'une cérémonie protocolaire se déroulant au centre du terrain. Cette remise peut avoir lieu à l'issue de la dernière journée du championnat de France de football de Ligue 1, même si le champion est connu auparavant, comme cela a d'ailleurs été le cas pour la saison 2005-2006 où Lyon était mathématiquement sacré champion bien avant la dernière journée, mais peut aussi avoir lieu avant la fin du championnat comme c'est le cas en 2013 avec la remise du titre aux parisiens le lendemain de l'antépénultième journée de championnat.
Ce protocole implique que la remise d'Hexagoal ne se déroulera pas forcément sur le terrain du club champion. En effet, en fonction du calendrier officiel du championnat, ce club champion peut très bien jouer à l'extérieur pour cette dernière journée. Dans ce cas, le trophée est remis le lendemain dans la ville du club champion. Ce fut le cas par deux fois : en 2009, lorsque les Girondins de Bordeaux remportèrent le titre à Caen, la cérémonie protocolaire de remise du trophée fut effectuée le lendemain à Bordeaux devant plusieurs milliers de supporters, sur la Place des Quinconces ou l'estrade officielle est installée afin d'éviter de fêter un titre devant les supporters du SM Caen, relégué la même soirée. Il en fut de même en 2012, lorsque Montpellier fut sacré champion à la dernière journée sur le terrain de l'AJ Auxerre, alors relégué. Les montpelliérains reçurent alors leur trophée le lendemain sur la Place de la Comédie.
En 2013, le Paris Saint-Germain, mathématiquement assuré du titre à deux journées de la fin à la suite d'un match à Gerland, reçoit Hexagoal le lendemain au Trocadéro.
Enfin, dans le cas de figure où, à l'issue de l'avant-dernière journée de championnat, deux ou plusieurs clubs ont encore la possibilité mathématique d'être sacré champion, le trophée sera remis au lendemain de la dernière journée de championnat.

## Postérité
À l'image de ce qui se fait majoritairement dans le milieu des Trophées sportifs, Hexagoal ne sera remis que provisoirement par la Ligue de football professionnel au club champion de France de Ligue 1. Celui-ci le conservera pendant un an après la date de sa remise, et devra le restituer à la LFP à l'échéance de cette durée. Une copie du Trophée lui sera toutefois remise définitivement. Contrairement au précédent trophée, l'Hexagoal original ne sera pas remis définitivement à l'équipe qui le remportera cinq fois consécutives.
Lors de la cérémonie de remise du trophée, les joueurs, et l'ensemble des membres du staff reçoivent chacun une réplique miniature de Hexagoal.

## Description
Hexagoal est une création de Pablo Reinoso, déjà auteur de la Coupe de la Ligue.